# Mölndal (comune)
Mölndal è un comune svedese di 60 836 abitanti, situato nella contea di Västra Götaland. Il suo capoluogo è la città omonima.

## Località
Nel territorio comunale sono comprese le seguenti aree urbane (tätort):
- Göteborg (parte)
- Gundal och Högås (parte)
- Hällesåker
- Kållered
- Lindome
- Mölndal
- Mölnlycke (parte)
- Tulebo

## Amministrazione

### Gemellaggi
- Albertslund
- Borken
- Canterbury
- Whitstable